# Kent (Connecticut)
Kent ist eine Town im Litchfield County im US-amerikanischen Bundesstaat Connecticut. Unmittelbar an der Grenze zum Staat New York gelegen, beträgt die Einwohnerzahl 2.962 (Zählung 2005). Durch die Stadt fließt der Housatonic River.

## Geschichte
Die Stadt wurde 1739 gegründet und wurde nach dem County Kent in England benannt.

## Kultur und Sehenswürdigkeiten

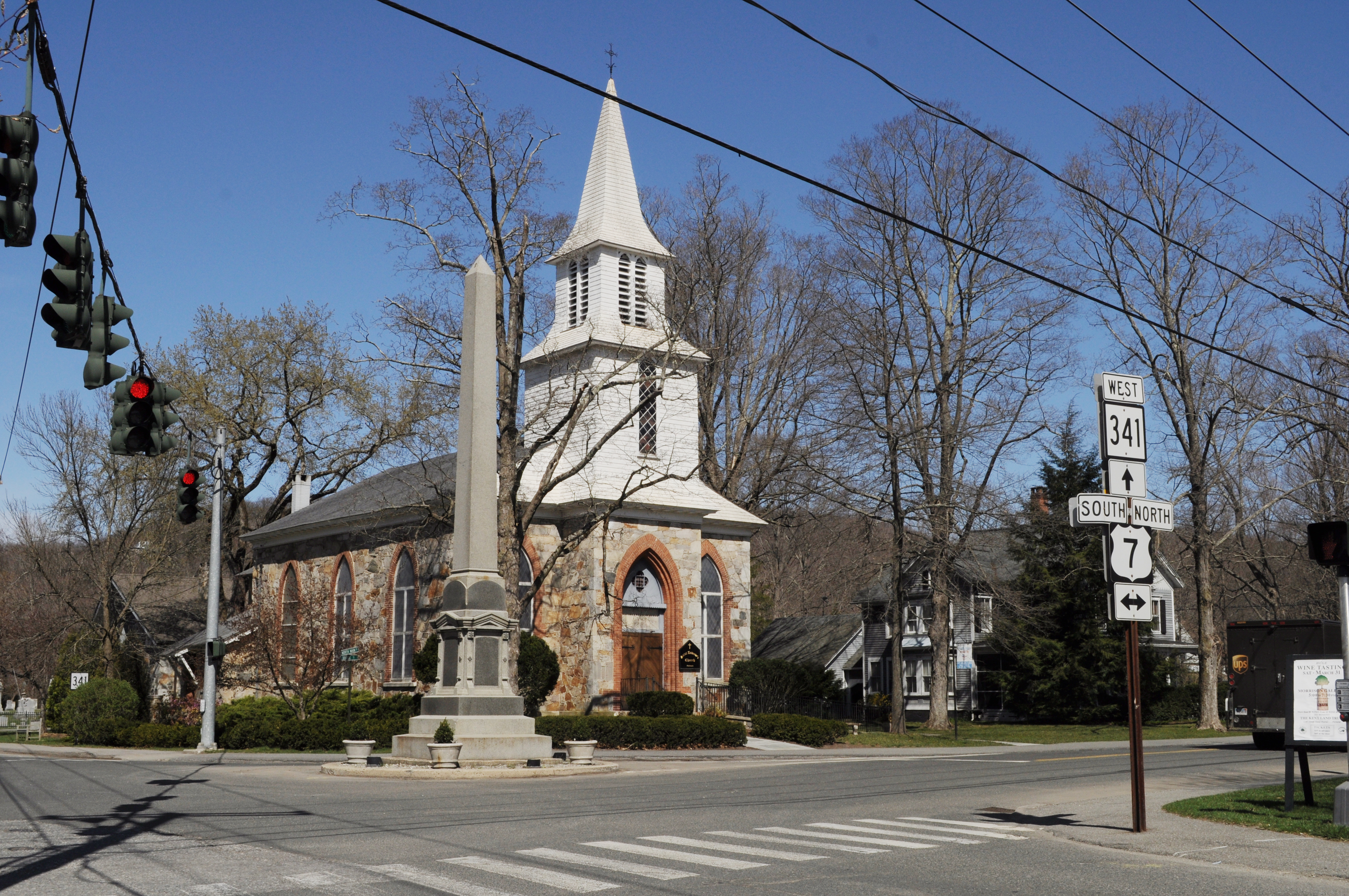
Kirche St. Andrew’s

Die Kirche St. Andrew’s ist in der Episkopalkirche der Vereinigten Staaten von Amerika organisiert. Sie ist benannt nach dem örtlichen Pfarrer ihrer Bauzeit und wurde 1827 als Nachfolgebau der ersten Kirche St. John errichtet. Das Gebäude im Stil der Neugotik wurde später erweitert und umgebaut.

## Persönlichkeiten
Söhne und Töchter
- George P. Wilbur (1941–2023), Schauspieler und Stuntman
- Seth MacFarlane (* 1973), Schauspieler

Persönlichkeiten mit Beziehung zur Stadt
- Óscar de la Renta (1932–2014), Modedesigner, lebte zuletzt in Kent und verstarb hier am 20. Oktober 2014
- Henry Kissinger (1923–2023), Politiker, verbrachte seine letzten Jahre in Kent, wo er am 29. November 2023 starb